# Matrimonio alle Bahamas
Matrimonio alle Bahamas è un film commedia del 2007, diretto da Claudio Risi.
È il secondo film di Massimo Boldi, dopo Olè, a seguito del divorzio artistico da Christian De Sica e il primo prodotto in proprio dalla sua società: la Mari Film.

## Trama
La storia si incentra sulle disavventure di due famiglie diverse fra i loro figli Valentina e Bob: gli umili italiani Colombo, ovvero il tassista Cristoforo, la moglie Rosy, i cognati Oscar e Lory e i cugini Bruno e Max, e i ricchi italoamericani della Borsa Alberto “Al” e Patricia di Giacomo, e fervono i preparativi per il matrimonio dei loro ragazzi, che si svolgerà alle isole Bahamas. Nonostante i diversi tenori di vita e le differenze sociali che fanno vacillare il matrimonio dei loro figli, alla fine, spesso, tutto torna a posto: Cristoforo e Alberto, che è precedentemente tornato “povero” e lasciato da Patricia e che tutti sono arrabbiati con lui, diventano buoni amici ed il matrimonio tra i due figli alle Bahamas può avere finalmente luogo.

## Interpreti
Tra gli altri attori, il duo comico de I Fichi d'India, ossia Bruno Arena e Max Cavallari, nel ruolo dei cugini di Cristoforo Colombo (Massimo Boldi), Enzo Salvi (Oscar) cognato di Cristoforo e la fidanzata Lory (Loredana De Nardis), volto nuovo del cinema, Raffaello Balzo (Un posto al sole) e Flavio Abbondanza.
Enzo Salvi ha già lavorato con Boldi nei film Vacanze di Natale 2000, Body Guards, Merry Christmas, Natale sul Nilo, Natale in India e Olé. Salvi aveva lavorato anche con Biagio Izzo e i Fichi d'India in tutti tranne che in Vacanze di Natale 2000 e in Olè (con i Fichi d’India nemmeno in Body Guards).
I ragazzi promessi sposi sono interpretati da Lucrezia Piaggio e Donald French.
In questo film dopo Natale sul Nilo ritornano insieme Enzo Salvi, Biagio Izzo, i Fichi d'India e Lucrezia Piaggio.
Il film vede anche la partecipazione di Barbara De Rossi (interpreta una maga e lavorava all’epoca con lo stesso Boldi in Un ciclone in famiglia, interpretando sua moglie) e anche di Gigi Marzullo e Paolo Bucinelli in arte Solange nel ruolo di sé stessi.

## Colonna Sonora
La colonna sonora del film è Relax, Take It Easy di Mika, uscita il 15 giugno 2007. La sigla iniziale è cantata da Irene Grandi (Bruci la città) uscita il 20 aprile 2007 mentre quella finale da Rooney, (When Did Your Heart Go Missing?) uscita il 6 marzo 2007.

## Curiosità
Come capitato con Cristiana Capotondi in Vacanze di Natale ‘95 e Christmas in Love, Massimo Boldi e Lucrezia Piaggio interpretano per la seconda volta padre e figlia. La prima volta entrambe interpretavano una quindicenne/sedicenne ribelle figlia di Boldi: la Piaggio lo fece in Natale sul Nilo. La Piaggio inoltre interpreterà una terza volta la figlia dell'attore milanese, in Natale a 4 zampe.
Il ragazzo che interpreta “Bob” ossia Donald French, sembra non abbia interpretato altri film oltre a questo

## Incassi
Al primo weekend di programmazione il film incassa 3012000 €, occupando la 1ª posizione. Complessivamente, ha incassato 9814000 €.

## Distribuzione
Il film è uscito nelle sale Italiane il 16 novembre 2007.